# Luís Gabriel Silva
Pour les articles homonymes, voir Gabriel Silva et Silva.
Luís Gabriel Pereira Silva (né le 28 juillet 1994) est un athlète brésilien spécialiste du 100 m.
Son meilleur temps est de 10 s 33 obtenu à Rio de Janeiro le 3 mai 2014. Il remporte le titre du relais 4 x 100 m lors des Championnats ibéro-américains d'athlétisme 2014 à São Paulo.